# Necyria juturna
Necyria juturna är en fjärilsart som beskrevs av William Chapman Hewitson 1869. Necyria juturna ingår i släktet Necyria och familjen Riodinidae. Inga underarter finns listade i Catalogue of Life.